# Watermolen van Lugy
De Watermolen van Lugy (Frans: Moulin de Lugy) is een watermolen in Frankrijk, op een zijriviertje van de Leie, gelegen nabij de tot het departement Pas-de-Calais behorende dorp Lugy, aan de Rue du Moulin.
Deze onderslagmolen doet dienst als korenmolen en wekt daarnaast elektriciteit op.

## Geschiedenis
Reeds in 1112 werd melding gemaakt van een molen op deze plaats. In 1930 werd het waterrad vervangen door een turbine met het doel elektriciteit op te wekken. Omstreeks 1960 ging de molen buiten bedrijf.
Nieuwe eigenaars herplaatsten in 2007 een waterrad dat een kopie was van het rad uit 1830. Naast de productie van elektriciteit werd ook weer een maalinrichting in werking gesteld en daar werd ook een bakkerij ingericht. De molen is voor het publiek toegankelijk.